# Björnholm, Esbo
Björnholm (fi. Karhusaari) är en udde i stadsdelen Westend i Esbo i Nyland. Björnholm ligger strax väster om Hanaholmen vid Helsingfors västra stadsgräns och korsas av motorvägen Västerleden. Här finns bland annat en badstrand.
År 1887 uppförde Nicholas Sinebrychoff en av arkitekten Karl August Wrede ritad villa här. Byggnaden har sedan övergått i Esbo stads ägo och går under namnet Björnholms konstcentrum.